# The Smugglers (serial)
The Smugglers (Los contrabandistas) es el primer serial de la cuarta temporada de la serie británica de ciencia ficción Doctor Who, emitido originalmente en cuatro episodios semanales del 10 de septiembre al 1 de octubre de 1966.

## Argumento
El Doctor y sus nuevos acompañantes, Ben y Polly, llegan con él en la TARDIS a la costa de Cornualles en el siglo XVII. Se encuentran con un preocupado capillero llamado Joseph Longfoot, que vive aterrorizado por los "chicos de Avery" y, en agradecimiento por la amabilidad del Doctor al colocarle un dedo dislocado, le da un mensaje críptico que llama "la llave del secreto de Deadman": "Ringwood, Smallbeer, Gurney". Mientras los viajeros del tiempo se dirigen a la posada local, Longfoot tiene otro visitante. Se trata de Cherub, el antiguo compañero de tripulación de Longfoot, que estuvo bajo las órdenes del pirata Capitán Avery en el Albatros Negro. Cherub y su amo, Samuel Pike, que es el capitán del Albatros desde la muerte de Avery, quiere recuperar el oro maldito de Avery. Pike está convencido de que Longfoot tiene el tesoro o sabe dónde está escondido. Cuando el capillero se niega a cooperar, Cherub le mata, pero no antes de revelarle que vio a tres viajeros que visitaron a Longfoot antes.
Horas más tarde, el descubrimiento del cadáver del capillero hace a los lugareños sospechar de los tres extranjeros en la posada. Llaman al escudero local para que intervenga y juzgue, y este acaba acusando a Ben y Polly del asesinato. A base de trucos se liberan y se separan. Ben se esconde en la iglesia hasta que Josiah Blake, un recaudador buscando a los contrabandistas locales, le molesta.
Mientras tanto, Cherub y algunos piratas han secuestrado al Doctor y le llevan al Albatros. El Doctor intenta hacer un trato con Pike, y se encuentra retenido a bordo del barco mientras el capitán desembarca. Pike decide intentar hacer una alianza con el escudero también para protegerse, mientras busca el tesoro de Avery. El codicioso escudero es el organizador del círculo local de contrabandistas, y le ofrece a Pike y sus piratas entrar en él. Les interrumpe Polly, que ha ido a implorar al escudero que le ayude a encontrar al Doctor, y se queda atónita al verle en compañía de sus secuestradores.
Pike, Cherub y el escudero tapan los ojos y amordazan a Polly y la llevan a la iglesia, capturando a Ben en el camino. Intentan convencer a Blake de que Ben y Polly son los verdaderos contrabandistas. Sabiendo la verdad, pero sin poder para arrestar a los piratas, Blake finge arrestar a Ben y Polly. Mientras tanto, el Doctor ha escapado del barco y se encuentra con sus amigos en el patio de la iglesia. Blake supone que pronto habrá una entrega de contrabando y sale para conseguir más hombres que le ayuden a romper el círculo de contrabando.
A esta altura, la alianza de los contrabandistas se ha roto: el escudero se ha dado cuenta de que está tratando con un pirata sin escrúpulos que no respetará ningún trato que haga con él, mientras Cherub ha decidido localizar el oro de Avery por sí mismo. El escudero también se va en busca del oro, al igual que los viajeros del tiempo, ya que el Doctor está convencido de que la rima del capillero es la llave. Resuelve que los nombres Ringwood, Smallbeer y Gurney pertenecen a tumbas de la cripta, pero antes de que pueda encontrar el tesoro, llegan los otros buscadores. Cherub hiere al escudero y después obliga al Doctor a confesar la rima. Cherub conluye que Deadman también es el nombre de uno de los antiguos piratas de Avery, pero le mata un vengativo Pike, que ahora amenaza con saquear todo el pueblo en su búsqueda del tesoro de Avery. El Doctor negocia con Pike por las vidas de los lugareños a cambio de mostrarle el tesoro, y aceptando el acuerdo, encuentran el oro en la intersección de las cuatro tumbas.
Pero tan pronto como Pike tine el tesoro, Blake y una patrulla armada de hombres, ayudados por el herido escudero, que se arrepiente de sus pecados, Blake mata a Pike y los piratas son detenidos. Mientras la batalla se apacigua, el Doctor y sus acompañantes regresan a la TARDIS, momento en el que el Doctor dice que la superstición es una cosa extraña, pero a veces cuenta la verdad.

### Continuidad
- El episodio de 2011 La maldición del punto negro es en parte una precuela de este serial, ya que trata de las circunstancias de la (supuesta) muerte del capitán Avery.[2]

## Producción
| Episodio          | Fecha de emisión         | Duración | Espectadores en millones | Estado en el archivo              |
| ----------------- | ------------------------ | -------- | ------------------------ | --------------------------------- |
| Primera parte     | 10 de septiembre de 1966 | 24:36    | 4,3                      | Sólo quedan fotogramas y el audio |
| Segunda parte     | 17 de septiembre de 1966 | 24:27    | 4,9                      | Sólo quedan fotogramas y el audio |
| Tercera parte     | 24 de septiembre de 1966 | 23:55    | 4,5                      | Sólo quedan fotogramas y el audio |
| Cuarta parte      | 1 de octubre de 1966     | 23:37    | 4,5                      | Sólo quedan fotogramas y el audio |
| [ 3 ] [ 4 ] [ 5 ] |                          |          |                          |                                   |

- Los cuatro episodios de este serial se consideran perdidos. Sobreviven fotogramas y el audio, junto con algunos fragmentos procedentes de los cortes de censura en Australia.
- Esta fue la primera historia con mayoría de rodaje en exteriores. Todas las filmaciones de exteriores siempre se habían hecho anteriormente en localizaciones cercanas a Londres, pero grandes porciones de esta historia se rodaron en Cornualles.
- Esta fue la última historia que se hizo en el tercer bloque de producción de la tercera temporada, aunque se postpuso al comienzo de la cuarta temporada. Durante la filmación, el equipo de producción se dio cuenta de que la salud de William Hartnell se había deteriorado hasta el punto de que no podía seguir trabajando. Tras muchos meses de discusiones sobre reemplazar a Hartnell se llegó a una decisión, e Innes Lloyd decidió no renovar el contrato de Hartnell. No está claro si este estaba obligado por contrato a aparecer en The Tenth Planet o si estuvo de acuerdo en aparecer tras decirle la decisión de Lloyd.
- En la emisión original, esta historia consiguió las cifras más bajas de audiencia desde el estreno de la serie, con una media de 4,48 millones de espectadores por episodio. Se mantendría como la historia menos vista de Doctor Who durante veinte años, hasta que The Mysterious Planet, de The Trial of a Time Lord se emitió en 1986 y consiguió una media de 4,35 millones de espectadores por episodio.